# Mary Chieffo
Mary Elizabeth Chieffo (Los Angeles, 7 novembre 1992) è un'attrice statunitense, nota per aver interpretato la klingon L'Rell nella serie televisiva Star Trek: Discovery.

## Biografia
Mary Chieffo nasce il 7 novembre 1992 a Los Angeles, in California, figlia unica degli attori Michael Chieffo e Beth Grant, e cresce nelle vicinanze del Valley Village, Los Angeles. Frequenta la divisione drammatica della Juilliard School di New York, ottenendo un Bachelor of Fine Arts nel 2015. Una delle sue compagne di scuola è la futura protagonista di Star Trek: Discovery Mary Wiseman.
Tra il 2017 e il 2019 interpreta il suo primo e maggior ruolo di spicco, quello della guerriera e spia klingon L'Rell, leader dell'Impero Klingon, nelle prime due stagioni di Star Trek: Discovery, sesta serie live action del franchise di fantascienza Star Trek e prima dell'Expanded Universe. Debutta come sceneggiatrice e produttrice nel film per la televisione Operation Othello, adattamento dell'Otello di  William Shakespeare nel quale interpreta il tenente Iago, in un cambio di genere rispetto all'originale. Nel 2022 riprende il ruolo di Iago nel cortomegraggio musicale di 6 minuti, prequel di Operation Othello, Iago: The Green Eyed Monster, grazie al quale viene candidata nello stesso anno al Tribeca Film Festival come Best Immersive Experience.

## Vita privata
L'8 settembre 2021, Mary Chieffo fa pubblicamente coming-out, rivelando di essere lesbica, sul red carpet dello Star Trek Day allo Skirball Cultural Center di Los Angeles. In seguito chiarisce di identificarsi come panromantica e demisessuale e di essere orgogliosamente impegnata in una relazione lesbica. Qualche giorno più tardi, conferma su Tweeter di essere sentimentalmente impegnata con l'attrice e scrittrice Madi Goff. Nel 2023 ha scritto il saggio introduttivo per l'edizione di quell'anno di Marvel's Voices: Pride n. 1, riflettendo sulla necessità della rappresentazione delle persone queer nei media.

## Filmografia

### Attrice

#### Cinema
- Natural Disaster, regia di Zach Horton (2008)
- Herpes Boy, regia di Nathaniel Atcheson (2009)
- Girls! Girls! Girls!, regia di Shana Betz, Beth Grant, Tracie Laymon, Jennifer Lynch, Barbara Stepansky e America Young (2011)
- The Perfect Fit, regia di Beth Grant - cortometraggio (2012)
- 18 Actors, regia di Max Woertendyke - cortometraggio (2012)
- Miss Dial, regia di David H. Steinberg (2013)
- Odyssea, regia di Morrisa Maltz - cortometraggio (2014)
- Shelby's Vacation, regia di Victoria Rose Sampson - cortometraggio (2017)
- On the Day You Were Born, regia di Duke Doyle - cortometraggio (2018)
- Iago: The Green Eyed Monster, regia di Mary Chieffo, Julian Dorado, Camila Marturano e Josh Nelson Youssef - cortometraggio (2022)
- Every Morning, regia di Kelly Lohman - cortometraggio (2022)

#### Televisione
- Jack and Janet Save the Planet, regia di Shelley Jensen - film TV (2009)
- The Mindy Project - serie TV, episodio 6x05 (2017)
- Star Trek: Discovery - serie TV, 13 episodi (2017-2019)
- Operation Othello, regia di Jeff Liu - film TV (2019)
- Heartbits - serie TV, 4 episodi (2020-2021)
- Slay - serie TV, episodi 1x01-1x02 (2021)
- Viral Vignettes - serie TV, episodio 1x09 (2021)
- Girls5Eva - La rivincita delle pop star (Girls5eva) - serie TV, episodio 2x03 (2022)
- NCIS - Unità anticrimine (NCIS: Naval Criminal Investigative Service) - serie TV, episodio 20x02 (2022)

### Doppiatrice
- Star Trek Online, regia di Joe Lyford e Lani Minella - videogioco (2010)

### Produttrice

#### Cinema
- Iago: The Green Eyed Monster, regia di Mary Chieffo, Julian Dorado, Camila Marturano e Josh Nelson Youssef - cortometraggio (2022)
- Every Morning, regia di Kelly Lohman - cortometraggio (2022)

#### Televisione
- Operation Othello, regia di Jeff Liu - film TV (2019)

### Regista
- Iago: The Green Eyed Monster, co-diretto con Julian Dorado, Camila Marturano e Josh Nelson Youssef - cortometraggio (2022)

### Sceneggiatrice
- Iago: The Green Eyed Monster, regia di Mary Chieffo, Julian Dorado, Camila Marturano e Josh Nelson Youssef - cortometraggio (2022)
- Every Morning, regia di Kelly Lohman - cortometraggio (2022)

## Riconoscimenti
- Indie Short Film
  - 2023 - Miglior coppia di attori per Every Morning
- The Webby Awards
  - 2023 - Premio Diversity, Equity & Inclusion per Iago: The Green Eyed Monster
- Tribeca Film Festival
  - 2022 - Candidatura alla Best Immersive Experience per Iago: The Green Eyed Monster

## Doppiatrici italiane
Nelle versioni in italiano delle opere in cui ha recitato, Mary Chieffo è stata doppiata da: 
- Monica Bertolotti in Star Trek: Discovery[14]
- Gaia Bolognesi in NCIS - Unità anticrimine[15]